# Lee Chong Wei
Datuk Lee Chong Wei (李宗伟S, Lǐ ZōngwěiP; Bagan Serai, 21 ottobre 1982) è un giocatore di badminton malese, vincitore della medaglia d'argento in singolo ai Giochi olimpici di Pechino 2008, Londra 2012 e Rio de Janeiro 2016.
Nei precedenti Giochi olimpici, ad Atene 2004, era uscito al secondo turno nel torneo del Singolo, sconfitto dal cinese Chen Hong, dopo aver sconfitto al primo turno l'atleta di Hong Kong Ng Wei.
L'11 novembre 2014, mentre si trovava al primo posto del ranking mondiale, la Badminton World Federation comunica la squalifica provvisoria del giocatore in seguito al rinvenimento di desametasone nel campione di urine prelevato il 30 agosto precedente ai Campionati mondiali di Copenaghen.

## Palmarès
- Giochi olimpici

Pechino 2008: argento nel singolo.
Londra 2012: argento nel singolo.
Rio de Janeiro 2016: argento nel singolo.
- Mondiali

Anaheim 2005: bronzo nel singolo.
Londra 2011: argento nel singolo.
Guangzhou 2013: argento nel singolo.
Jakarta 2015: argento nel singolo.
- Giochi asiatici

Doha 2006: bronzo nel singolo e a squadre.
Guangzhou 2010: argento nel singolo.
Incheon 2014: bronzo nel singolo e a squadre.
- Campionati asiatici

Johor Bahru 2006: oro nel singolo.
Wuhan 2016: oro nel singolo.
- Giochi del Commonwealth

Melbourne 2006: oro nel singolo e a squadre miste.
Delhi 2010: oro nel singolo e a squadre miste.
- Giochi del Sud-est asiatico

Manila 2005: oro a squadre e bronzo nel singolo.
Singapore 2015: bronzo a squadre.